# Paso a desnivel Nejapa
El Paso a desnivel Nejapa es una intersección vial a desnivel ubicada en el suroeste de Managua, Nicaragua. Forma parte de la NIC-1 (Carretera Panamericana) y conecta las vías que llevan hacia León, El Crucero, y Carretera Sur. Es uno de los pasos a desnivel más recientes de la capital y forma parte del eje vial occidental de la ciudad junto con el paso a desnivel Las Piedrecitas.

## Ubicación y diseño
El paso se ubica en el sector de Nejapa, entre la Rotonda El Raizón (rumbo a León) y el empalme con la Carretera Sur. Tiene un diseño elevado con cuatro carriles de circulación (dos por sentido), pasos laterales y accesos a la zona industrial de Nejapa.
El tramo principal se extiende por aproximadamente 630 metros y tiene un diseño funcional para tráfico pesado y liviano. Incluye iluminación LED, señalización moderna y sistemas de drenaje.

## Construcción
La obra fue ejecutada por el Ministerio de Transporte e Infraestructura (MTI) en conjunto con empresas constructoras nacionales. Su construcción inició a mediados de 2017 y fue inaugurada en agosto de 2019 con una inversión aproximada de 14 millones de dólares.

## Importancia vial
Este paso a desnivel alivia el congestionamiento en el nudo vial entre Managua y los departamentos del occidente del país. Es esencial para el flujo de carga pesada hacia Puerto Corinto y para el tránsito entre los corredores NIC-1, NIC-28 y NIC-2. Forma parte de un conjunto de soluciones viales que incluyen también el Paso a desnivel Las Piedrecitas y futuras ampliaciones del anillo periférico.